# 2008-as öttusa-világbajnokság
A 2008-as öttusa-világbajnokság Magyarországon, Budapesten, 2008. május 29. és június 3. között került megrendezésre.
Ez volt az utolsó öttusa kvalifikációs esemény a 2008-as pekingi nyári olimpia előtt. A verseny helyszíne a Puskás Ferenc Stadion melletti Szoborparkban volt.
A Nemzetközi Öttusa Szövetség (UIPM) 2005-ben, a római kongresszusán ítélte ismételten Magyarországnak a világbajnokság rendezési jogát; így Magyarország 1954, 1969, 1979, 1989, 1992 és 1999 után hetedik alkalommal ad otthont az Öttusa Világbajnokságnak.
Újdonság volt, hogy a sportág történetében első alkalommal valamennyi helyszín, sőt az eredményhirdetés és a szálláshelyek is száz méteres sugarú körben helyezkedtek el. A versenyhez a helyszínen építettek mobil uszodát. A helyszínektől távolmaradók pedig több webkamerás, élő közvetítéssel interneten is figyelemmel kísérhették a világbajnokságot.

## Eredmények
A magyar női váltó aranyérmet szerzett, a férfi váltó bronzérmes lett. Egyéniben a férfiaknál Fülep Sándor 7., a nőknél Gyenesei Leila 6. helyet ért el.

### Férfi
| Versenyszám | Arany                                                                | Arany | Ezüst                                                                      | Ezüst | Bronz                                                                | Bronz |
| ----------- | -------------------------------------------------------------------- | ----- | -------------------------------------------------------------------------- | ----- | -------------------------------------------------------------------- | ----- |
| Egyéni      | Ilya Frolov · Oroszország                                            | 5796  | David Svoboda · Csehország                                                 | 5652  | Yahor Lapo · Fehéroroszország                                        | 5612  |
| Csapat      | Oroszország · Ilya Frolov · Andrey Moiseyev · Aleksey Turkin         | 16596 | Ukrajna · Dmytro Kirpulyanskyy · Pavlo Tymoshchenko · Yevgeniy Borkin      | 16100 | Fehéroroszország · Yahor Lapo · Mikhail Prokopenko · Dzmitry Meliakh | 15340 |
| Váltó       | Fehéroroszország · Yahor Lapo · Mikhail Prokopenko · Dzmitry Meliakh | 5728  | Litvánia · Justinas Kinderis · Edvinas Krungolcas · Andrejus Zadneprovskis | 5708  | Magyarország · Marosi Ádám · Németh Róbert · Tibolya Péter           | 5638  |

### Női
| Versenyszám | Arany                                                                  | Arany | Ezüst                                                            | Ezüst | Bronz                                                                  | Bronz |
| ----------- | ---------------------------------------------------------------------- | ----- | ---------------------------------------------------------------- | ----- | ---------------------------------------------------------------------- | ----- |
| Egyéni      | Amélie Cazé · Franciaország                                            | 5616  | Aya Medany · Egyiptom                                            | 5596  | Katie Livingston · Nagy-Britannia                                      | 5588  |
| Csapat      | Lengyelország · Sylwia Czwojdzińska · Paulina Boenisz · Edita Maloszyc | 16168 | Nagy-Britannia · Heather Fell · Mhairi Spence · Katie Livingston | 16060 | Magyarország · Kovács Sarolta · Tóth Adrienn · Gyenesei Leila          | 16052 |
| Váltó       | Magyarország · Kovács Sarolta · Tóth Adrienn · Gyenesei Leila          | 5504  | Nagy-Britannia · Heather Fell · Mhairi Spence · Katie Livingston | 5468  | Lengyelország · Sylwia Czwojdzińska · Paulina Boenisz · Edita Maloszyc | 5332  |

## Éremtáblázat
|          | Nemzet             | Arany | Ezüst | Bronz | Összesen |
| 1.       | Oroszország        | 2     | 0     | 0     | 2        |
| 2.       | Magyarország       | 1     | 0     | 2     | 3        |
| 2.       | Fehéroroszország   | 1     | 0     | 2     | 3        |
| 3.       | Lengyelország      | 1     | 0     | 1     | 2        |
| 4.       | Franciaország      | 1     | 0     | 0     | 1        |
| 5.       | Egyesült Királyság | 0     | 2     | 1     | 3        |
| 6.       | Litvánia           | 0     | 1     | 0     | 1        |
| 6.       | Egyiptom           | 0     | 1     | 0     | 1        |
| 6.       | Ukrajna            | 0     | 1     | 0     | 1        |
| 6.       | Csehország         | 0     | 1     | 0     | 1        |
| Összesen | Összesen           | 6     | 6     | 6     | 18       |